# Hymenophyllum brevifrons
Hymenophyllum brevifrons är en hinnbräkenväxtart som beskrevs av Kze. Hymenophyllum brevifrons ingår i släktet Hymenophyllum och familjen Hymenophyllaceae. Inga underarter finns listade.